# Remlingen (Baviera)
Remlingen es un municipio ubicado en el distrito de Würzburg, en el Estado federal alemán de Baviera.